# Disturbia (phim)
Tội ác sau ô cửa hay Sát nhân cận kề (tựa gốc tiếng Anh: Disturbia) là một bộ phim tâm lý, kinh dị Mỹ của đạo diễn D. J. Caruso thực hiện, được phát hành vào năm 2007. Disturbia có câu tagline chính thức là "Every killer lives next door to someone" (dịch tiếng Việt: "Mỗi tên sát nhân đều sống kế bên nhà ai đó").
Disturbia dựa theo một bộ phim kinh dị năm 1954 có tên Rear Window của đạo diễn Alfred Hitchcock.

## Nội dung
Bộ phim mở đầu bằng cảnh cậu thanh niên Kale đi câu cá với người bố, lúc đang trên đường lái xe về nhà thì gặp tai nạn, Kale còn sống và bố của cậu ta chết. Từ khi bố chết, Kale trở nên suy sụp hẳn đi, học hành sa sút. Nghe thầy giáo có lời nói xúc phạm bố mình, Kale đã đấm vào mặt thầy giáo, sau đó bị kiện ra tòa. Tòa tuyên phạt Kale phải ở nhà và không được ra đường trong vòng ba tháng.
Cảnh sát gắn một chiếc vòng vào chân Kale, để nếu như Kale chạy ra khỏi nhà thì chiếc vòng sẽ kêu lên, lúc đó cảnh sát sẽ đến lập biên bản. Hằng ngày Kale làm việc nhà giúp mẹ, thời gian còn lại thì cậu ta lấy những máy game ra chơi. Sau này mẹ Kale là bà Julie đã dẹp hết những máy game để tiết kiệm điện, Kale đành phải giải trí bằng cách lấy ống nhòm nhìn trộm hàng xóm. Người bạn thân nhất của Kale là Ronnie thường hay đến nhà chơi với Kale.
Kale bắt đầu chú ý cô hàng xóm Ashley Carlson, Kale và Ronnie lén nhìn Ashley tắm hồ bơi. Khi Ashley qua nhà Kale, cô ta giao tiếp vui vẻ với Kale và Ronnie. Buổi tối, Kale thấy ông Robert Turner sống ở bên đường đưa gái điếm về nhà, nhưng sau đó cô gái điếm bị Turner rượt đuổi trong nhà. Kale cũng thấy Turner mang cái bao nặng dính máu vào garage. Kale nghi ngờ Turner chính là kẻ sát nhân hàng loạt bí ẩn mà TV cũng như báo chí đang đăng tin. Kale, Ashley và Ronnie hợp tác điều tra Turner. Chờ cho Turner đi siêu thị thì Ashley bám theo, tuy nhiên Ashley bị Turner bắt gặp. Turner chỉ nói với Ashley rằng ông ta cần riêng tư và không thích bị theo dõi. Khi Ronnie lẻn vào garage của Turner thì cửa garage bỗng dưng đóng lại, Ronnie chạy vòng vòng trong nhà Turner y như có ai đó đuổi theo cậu ta. Kale chạy qua nhà Turner để tìm Ronnie, chiếc vòng dưới chân Kale kêu lên và cảnh sát xuất hiện.
Kale cố gắng giải thích rằng Turner là kẻ sát nhân, nhưng cảnh sát không tìm thấy bằng chứng, cái bao dính máu trong garage cũng chỉ đựng xác con hươu chết. Bà Julie sợ Turner kiện Kale nên đã qua nhà Turner để nói chuyện với ông ta. Ronnie vẫn còn sống và trở về nhà Kale, Ronnie đưa Kale xem đoạn phim quay được trong nhà Turner, nhờ xem đoạn phim mà Kale phát hiện Turner giấu xác người trong lỗ thông gió. Ở nhà Turner, bà Julie bị Turner đánh gục, sau đó Turner qua nhà Kale, đập Ronnie bất tỉnh rồi bắt trói Kale.
Ashley chạy vào cứu Kale đúng lúc Turner định giết Kale, Kale và Ashley nhảy xuống hồ bơi của Ashley. Chiếc vòng dưới chân Kale lại kêu lên, một cảnh sát được lệnh đến phạt Kale. Một mình Kale xông vào nhà Turner để tìm mẹ, người cảnh sát vào kiểm tra nhà Turner cũng bị Turner giết. Đánh nhau với Turner một hồi, Kale nhặt kéo cắt cỏ đâm chết Turner, cứu được bà Julie. Ngày hôm sau, cảnh sát tháo chiếc vòng ra khỏi chân Kale vì Kale đã làm một việc tốt. Bộ phim kết thúc với cảnh Ronnie quay phim Kale và Ashley hôn nhau.

## Diễn viên
- Shia LaBeouf vai Kale Brecht
- Sarah Roemer vai Ashley Carlson
- Carrie-Anne Moss vai Julie Brecht
- Aaron Yoo vai Ronnie Chu
- David Morse vai Ông Robert Turner
- Jose Pablo Cantillo vai Sĩ quan cảnh sát Gutierrez
- Matt Craven vai Ông Daniel Brecht
- Viola Davis vai Thanh tra Parker
- Rene Rivera vai Thầy giáo Señor Gutierrez
- Kevin Quinn vai Ông Carlson
- Elyse Mirto vai Bà Carlson